# Myślenickie Turnie

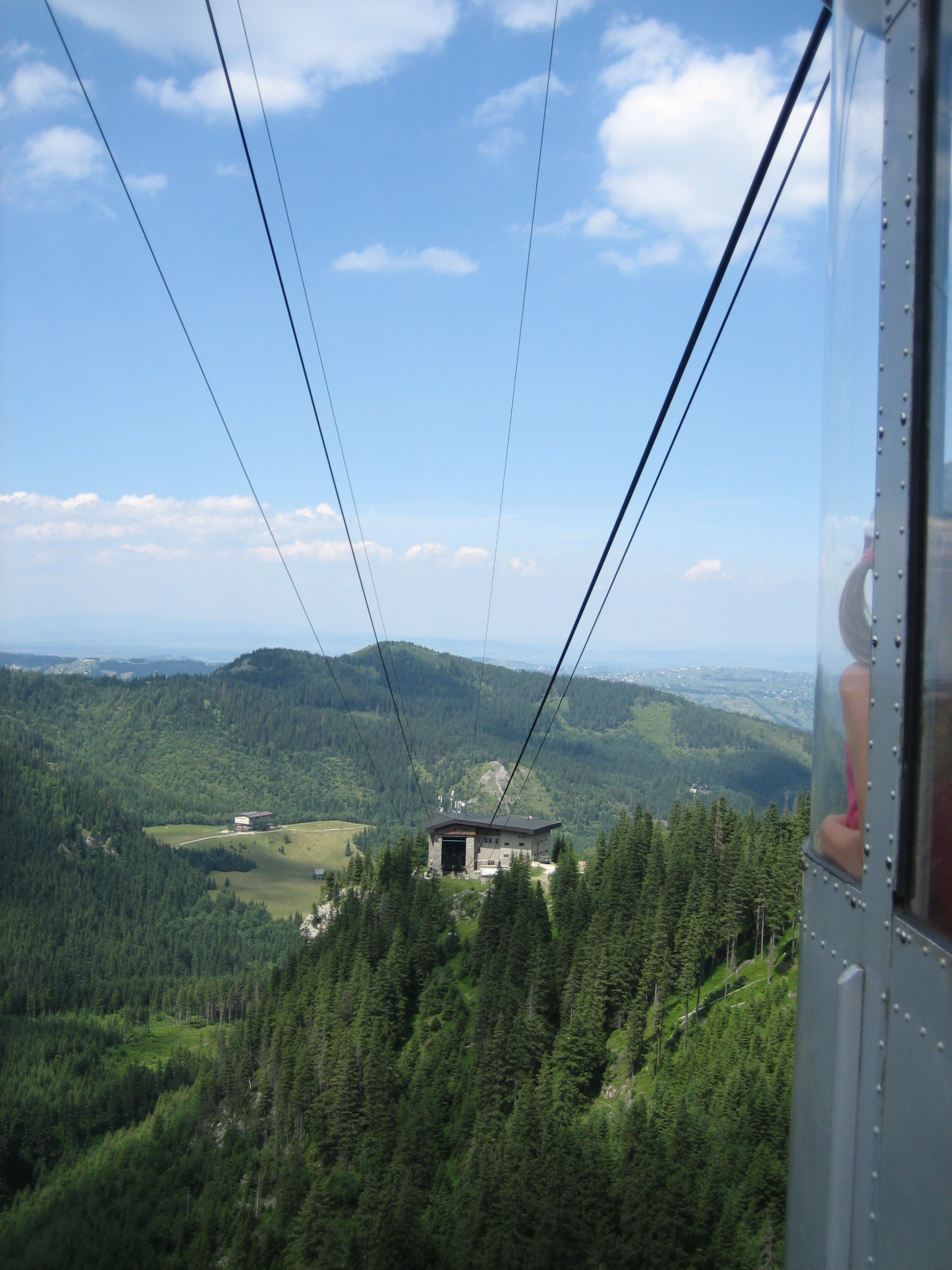
Widok na Myślenickie Turnie z kolejki

Myślenickie Turnie – zbudowana ze skał osadowych czuba na północnym grzbiecie Kasprowego Wierchu, o wysokości 1354 m n.p.m., w Tatrach Zachodnich. Pochodzenie nazwy jest nieznane. Niektórzy twierdzili, że jest to przekształcona nazwa „Myśliwieckie Turnie”, jednakże jest to tylko domysł, na niczym nie oparty.

## Opis
Szczyt, stoki południowe i najwyższa część stoków północnych zbudowana jest z dolomitów z wkładkami wapieni wieku wczesnoanizyckiego. Środkowe partie zboczy północnych tworzą wapienie jury środkowej, a niżej górnej, najniższe partie zboczy budują wapienie kredy dolnej. W skałach wapiennych Myślenickich Turni znajdują się jaskinie (nieudostępnione turystycznie), m.in.: Jaskinia Zwolińskiego, Jaskinia Goryczkowa, Myślenicka Dziura, Schron z Nietoperzami, Myślenicki Korytarzyk, Grota u podnóża Myślenickich Turni, i Myślenicka Szczelina.
Na Myślenickich Turniach znajduje się stacja pośrednia kolei linowej z Kuźnic na Kasprowy Wierch, na której następuje przesiadka do innego wagonika górnego odcinka. W budynku stacji znajdują się silniki napędzające górny i dolny odcinek kolei linowej. Podczas budowy kolei w 1935 r. wybudowano także drogę z Kuźnic na Myślenickie Turnie. Prowadzi nią szlak turystyki pieszej. Myślenickie Turnie otoczone są lasem regla górnego. Widoczny Giewont, Kasprowy Wierch, Sucha Czuba i otoczenie Doliny Bystrej: Dolina Goryczkowa, w dole polana Kalatówki i Dolina Kondratowa oraz dolna i górna stacja kolei. Obok budynku niewielka polanka, ławki dla turystów. Na wapiennych skałkach przy polance interesująca roślinność tatrzańska, m.in.: skalnica gronkowa i tatrzańska, lepnica bezłodygowa, dzwonek jednostronny.

## Szlaki turystyczne
– zielony szlak z Kuźnic przez Bystrą Polankę i Myślenickie Turnie i Suchą Czubę na Kasprowy Wierch.
- Czas przejścia z Kuźnic na Myślenickie Turnie: 1:15 h, ↓ 1 h
- Czas przejścia z Myślenickich Turni na Kasprowy Wierch: 1:45 h, ↓ 1:15 h

- jednokierunkowa nartostrada do dolnej stacji Wyciągu Goryczkowego w Dolinie Goryczkowej.